# فاتر (باواریا)
فاتر (باواریا) (به آلمانی: Pfatter) یک شهر در آلمان است که در بایرن واقع شده‌است.

## خصوصیات
فاتر ۴۸٫۱۴ کیلومترمربع مساحت دارد ۳۲۶ متر بالاتر از سطح دریا واقع شده‌است.